# Holy Thunderforce
Holy Thunderforce (ang. Święta Siła Gromu) – singel wydany przez Rhapsody w 2000 roku. Jest to ich drugi singel.

## Lista utworów
1. "Holy Thunderforce" - 4:22
2. "Dargor, Shadowlord Of The Black Mountain (Extended Version)" - 8:28
3. "Rage Of The Winter (Symphonic Version)" - 4:47

## Twórcy
- Fabio Lione – wokal
- Luca Turilli – elektryczna, akustyczna i klasyczna gitara
- Alex Staropoli – klawisze
- Alessandro Lotta – bas
- Daniele Carbonera – perkusja